# Tribun militaire
Pour les articles homonymes, voir Tribun.

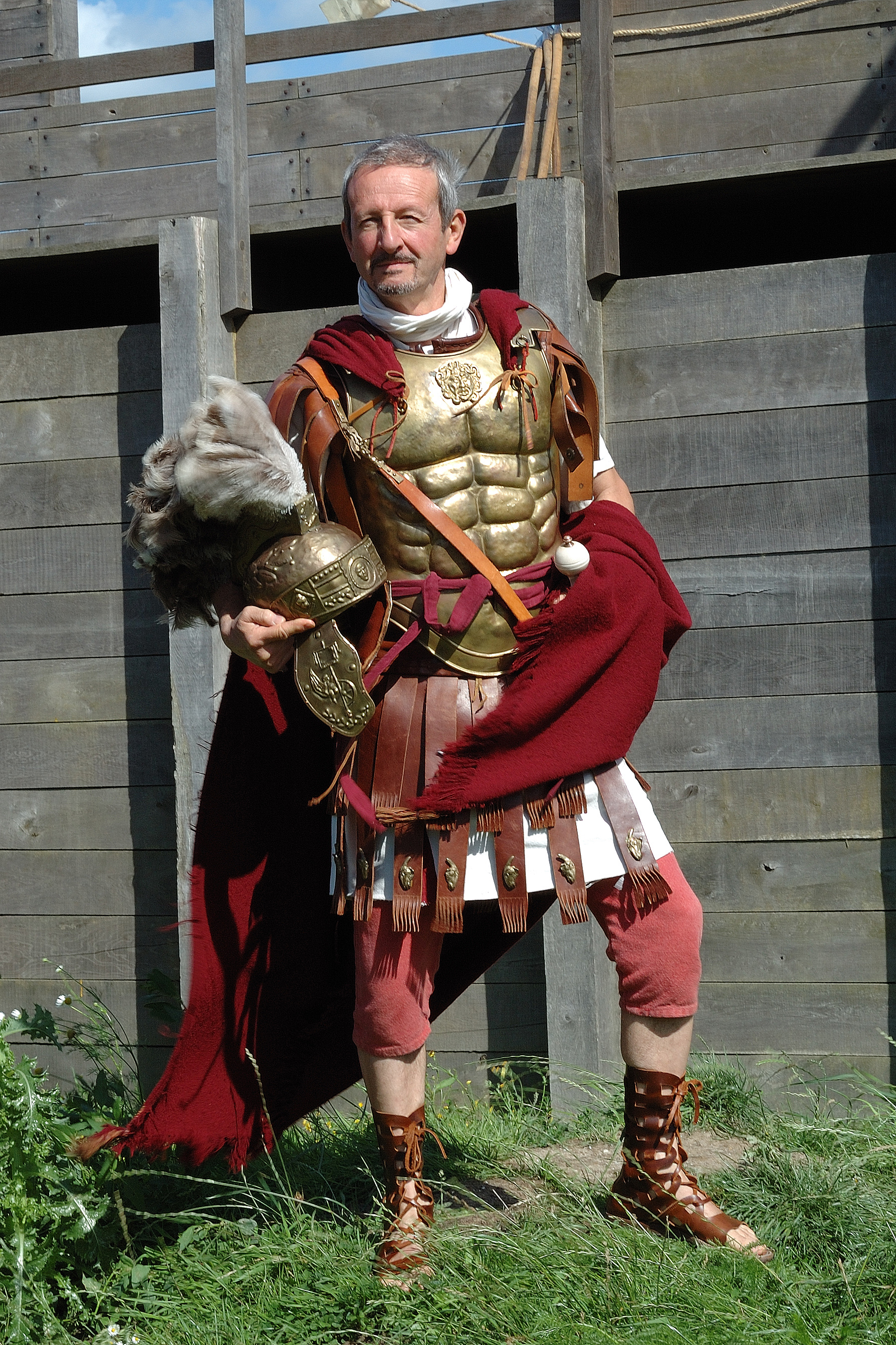
Reconstitution historique moderne portant une réplique d'équipement d'un tribun militaire romain de l'époque impériale. L'équipement de la tribune impériale était pratiquement inchangé depuis l'époque républicaine

Le tribun militaire (en latin Tribunus militum) est un officier supérieur qui sert dans la légion romaine sous la Rome antique.

## Histoire

### Période monarchique
Au début de l'histoire romaine, les trois tribus (les Ramnes, les Tites et les Luceres) fournissaient chacune un contingent de mille hommes, commandés par un tribun. À une époque indéterminée, le nombre de tribuns serait ensuite passé de trois à six. 
Le Tribunus celerum était, selon certains historiens, le commandant de la garde personnelle du roi, les celeres[réf. nécessaire].

### Début de la République
On a également la trace de tribuns militaires à pouvoir consulaire (Tribuni militum cum consulari potestate). En 445 av. J.-C. le tribun Caius Canuleius propose de ne plus laisser le consulat aux seuls patriciens. Ceux-ci refusent et proposent à la place un changement de régime : le peuple choisirait d'élire chaque année, soit deux consuls soit plusieurs tribuns à pouvoir consulaire, magistrature ouverte aux plébéiens, qui auraient tous les pouvoirs des consuls sauf le rôle de faire le census et de dresser l'album sénatorial, pouvoir confié à une nouvelle magistrature, le censeur. Les tribuni aerarii s'occupaient des soldes.
En  367 av. J.-C. les lois licinio-sextiennes suppriment finalement le tribun militaire à pouvoir consulaire. La censure cependant lui survit.

### Période républicaine
Une légion romaine avait 6 tribuns. À l’origine, les tribuns militaires étaient nommés par le chef de l’armée, puis à partir de 362 av. J.-C., 6 tribuns furent élus, pour un an. Puis en 312 av. J.-C., les tribuns de la plèbe L. Atilius et C. Marcius firent passer une loi instaurant l’élection d’une partie des tribuns militaires, soit seize,.
À partir de la deuxième guerre punique en 207 av. J.-C., tous les tribuns militaires des quatre premières légions levées étaient élus pour un an par les comices tributes, à raison de 6 tribuns par légion, soit 24 tribuns. Les tribuns des légions suivantes, si on en levait, étaient nommés par le consul dirigeant l'armée,. 
Un service comme chevalier de cinq ans ou de dix ans était nécessaire pour parvenir au grade de tribun militaire. Deux filières coexistaient : 
- la voie électorale (tribunus comitiatus), qui constituait pour les jeunes nobles une première expérience de quête des suffrages, et un apprentissage pour leurs éventuelles et futures carrières politiques. Cette magistrature ne faisait toutefois pas partie du cursus honorum, et ne constituait pas une étape obligée du parcours politique[4]
- la nomination directe par le commandant de l’armée (tribunus rufulus), accordée aux jeunes nobles, ou à de simples chevaliers. Le statut semble fixé par la loi Rutilia, de Publius Rutilius Rufus, consul en 105 av. J.-C.[7],[4]

L’analyse des tribuns militaires connus individuellement montre les évolutions dans cette répartition sociologique. Jusqu’au IIe siècle av. J.-C., la plupart des tribuns militaires sont des fils de sénateurs, élus ou nommés. Pendant la deuxième guerre punique et ses besoins de recrutement, la proportion de tribuns issus de la classe équestre augmente, ce qui permet fréquemment leur entrée au Sénat, ou celle de leurs enfants. La tendance s’inverse au cours du IIe siècle, puis les promotions redeviennent fréquentes avec les guerres civiles du Ier siècle.

### Période impériale
Sous le Haut Empire, le poste de tribun militaire reste une étape dans les débuts de carrière politique, rendue obligatoire par Auguste pour le cursus honorum tandis que son accès par la voie électorale tombe en désuétude. Il semble que l'empereur, en tant qu'imperator se réserve les nominations. 
Le cas des tribuns militaires dits a populo, cités par plusieurs inscriptions a longtemps posé un problème d'interprétation. La plus courante considère que ce sont des tribuns militaires élus par le peuple romain réuni en comices tributes, ce que réfute Claude Nicolet. Par une analyse exhaustive de ces inscriptions, Claude Nicolet constate qu'elles concernent des notables issus des municipes italiens et non la nobilitas romaine, qu'elles concernent un grade militaire dans l'armée romaine et non une responsabilité locale et qu'elles datent exclusivement de l'époque d'Auguste. Reprenant une remarque de Ronald Syme sur une formulation de Suétone « (Auguste) accordait les grades équestres à ceux qui le demandaient, sur une recommandation officielle de leur cité », Nicolet considère donc que les tribuns a populo ont été nommés par Auguste à la suite d'une sélection et une recommandation de leur municipalité, le terme a populo consigné dans les inscriptions étant plus honorifique que la simple commendatio. 
Selon le pseudo-Asconius, la promotion se fait par un enchaînement différent selon l'origine sociale : 
Les jeunes fils de sénateurs effectuent une année dans une magistrature du  vigintivirat puis un an de service comme tribun militaire laticlave (Tribunus laticlavius, d'après la large bande de pourpre emblématique de la tunique sénatoriale) parfois réduit à six mois (Tribunus sexmestris), avant d'entamer le cursus honorum. 
Un fils de chevalier effectue un service plus long durant trois ou quatre années, dont une année comme tribun militaire angusticlave (Tribunus angusticlavius).
Un soldat sans origine sociale élevée et qui a atteint le grade de centurion primipile après de nombreuses années de service peut ensuite exercer pendant un an le tribunat militaire comme commandant de cohorte de vigiles, de cohorte urbaine (Tribunus Cohortis Urbanae) ou de cohorte prétorienne. Cette promotion s'accompagne de l'admission dans l'ordre équestre.
Au IIIe siècle, sous les Sévères, les gradés sont autorisés à se grouper en associations d’entraide, ce qui facilite les promotions de soldats expérimentés, qui concurrencent puis supplantent les jeunes fils de sénateurs ou de chevaliers pour les accès aux postes de tribun. Enfin, l'empereur Gallien écarte les sénateurs du commandement au profit des chevaliers et des militaires issus du rang, plus compétents. L'exclusion dut toucher aussi le tribunat militaire, car la mention de tribun militaire laticlave disparaît des inscriptions. La dernière inscription datée qui mentionne un tribun laticlave est de mai 249. La dernière mention d'un tribun laticlave actuellement connue est située vers 260.

## Rôle
Polybe, qui écrit au début du IIe siècle av. J.-C., décrit les responsabilités des tribuns militaires : ils peuvent nommer les centurions, et les commandent, ils ont un rôle disciplinaire au sein de leur unité,. Ils commandent chacun une cohorte, et selon Nicolet, il existait probablement une hiérarchie entre les tribuns d’une légion, correspondant à la hiérarchie des cohortes au sein de la légion.
Sous l'Empire, Végèce résume le rôle des tribuns au commandement d'une cohorte, avec la responsabilité du bon équipement des soldats et de l'entrainement aux exercices militaires.
Les tribuns étaient responsables pour leur unité des tâches administratives et de l'encadrement militaire :
- les tâches administratives étaient généralement confiées aux tribuns angusticlaves, jeunes sénateurs ou chevaliers : entre autres choses et avec l'aide d'un personnel administratif, tenir à jour la liste des soldats, donner les congés militaires[23] et les permissions[24], superviser l'approvisionnement[25], surveiller l'hôpital militaire[26].
- l'encadrement militaire consistait à mener l'unité dans ses déplacements[27], inspecter les postes de garde et superviser les rondes[28], former les recrues et présider aux exercices[22], participer au conseil de guerre[29] et au tribunal militaire[30].